# Aspilota przewalskii
Aspilota przewalskii är en stekelart som beskrevs av Sergey A. Belokobylskij 2007. Aspilota przewalskii ingår i släktet Aspilota och familjen bracksteklar. Inga underarter finns listade.